# Albatros (televisieserie)
Albatros is een 8-delige Vlaamse televisieserie van het productiehuis De Wereldvrede en geregisseerd door Wannes Destoop, die de serie bedacht samen met Dominique Van Malder.
De serie was vanaf 1 juli 2020 in preview te bekijken op Play More van Telenet. Vanaf 15 februari 2021 werd deze serie wekelijks op maandag uitgezonden op  Canvas. Daarnaast is de serie volledig  te bekijken via VRT NU.

## Verhaal
Deze fictiereeks volgt tien zwaarlijvige personen die hun leven willen beteren en daarom deelnemen aan een afslankingskamp, Albatros in de Ardennen. Bij aankomst blijkt echter dat ze niet alleen fysiek maar ook emotioneel overtollige kilo’s met zich meesleuren. 
Op het kamp gaat het er snel heftig aan toe. De groepsleden worden op lichamelijk vlak uitgedaagd door trainingscoach Jurgen en tijdens de groepssessies door de therapeute Sybille gaat het er bij momenten heftig aan toe. De beschermende lagen waarmee ze de buitenwereld en hun verleden op afstand hielden worden er één voor één afgehaald. Tot de ex-obese bezieler van het kamp, Bart Stevens niet zo eerlijk blijkt te zijn.

## Rolverdeling
| Acteur                | Personage                                   |
| --------------------- | ------------------------------------------- |
| Ruth Beeckmans        | Evi Schoeters                               |
| Benny Claessens       | Geoffrey Vierendeels (broer van Indina)     |
| Marjan De Schutter    | Indina Vierendeels                          |
| Janne Desmet          | Sybille Wyns (therapeute)                   |
| Hilde Destoop         | Bea Pieters                                 |
| Joris Hessels         | Jurgen D'Haenens (physical coach)           |
| Titus Muizelaar       | Jan-Willem Heerstra                         |
| François Neycken      | Guy Lambert                                 |
| Tom Ternest           | Bart Stevens (organisator)                  |
| Isabelle van Hecke    | Martine De Troch                            |
| Dominique Van Malder  | Raf Meremans                                |
| Edwige Baily          | Veronique Dumont (lid van organisatie team) |
| Jean-Michel Balthazar | Raymond Bafort (vader van Bart)             |
| Jerom Tillmans        | Arthur Bastiaens (zoon van Bea)             |
| Thierry Janssen       | Didier Van Dievel                           |

## Afleveringen
| Aflevering | Titel              | Datum van uitzending | Kijkcijfers |
| ---------- | ------------------ | -------------------- | ----------- |
| 1          | Didier             | 15 februari 2021     | 450.684     |
| 2          | Martine            | 22 februari 2021     | 263.826     |
| 3          | Bea en Arthur      | 1 maart 2021         | 258.544     |
| 4          | Geoffrey en Indina | 8 maart 2021         | Onbekend    |
| 5          | Raf                | 15 maart 2021        | 234.467     |
| 6          | Guy                | 22 maart 2021        | Onbekend    |
| 7          | Evi                | 29 maart 2021        | Onbekend    |
| 8          | Bart               | 5 april 2021         | Onbekend    |